# Campionato mondiale femminile di pallamano 2023
Il campionato mondiale femminile di pallamano 2023 è stata la 26ª edizione del massimo torneo di pallamano per squadre nazionali femminili, organizzato dalla International Handball Federation (IHF). Il torneo è iniziato il 29 novembre e si è concluso 17 dicembre 2023, e si è disputato in Danimarca, Norvegia e Svezia, per la prima volta ospitato da tre diverse nazioni. Al torneo partecipano per la seconda volta 32 squadre nazionali.
Il torneo è stato vinto per la terza volta dalla Francia, che in finale ha battuto la Norvegia per 31-28.

## Formato
Il formato del torneo è rimasto invariato rispetto all'edizione 2021. Le 32 nazionali partecipanti disputano un turno preliminare, nel quale sono divise in otto gironi da quattro squadre ciascuno. Le prime tre classificate di ciascun girone accedono al turno principale, nel quale sono divise in quattro gironi da sei squadre ciascuno. Le prime due classificate accedono ai quarti di finale per la conquista del titolo. Le squadre classificate dal terzo al sesto posto nel turno principale sono classificate dal nono al ventiquattresimo posto finale, in ordine, in base ai punti conquistati, poi alla differenza reti poi in base alle reti realizzate nel turno preliminare e, infine, per sorteggio. Le squadre classificate al quarto posto nel turno preliminare accedono alla Coppa del Presidente, dove le squadre sono divise in due gironi da quattro squadre ciascuno: le squadre classificate al primo posto competono per il venticinquesimo posto finale, le squadre classificate al secondo posto competono per il ventisettesimo posto finale, le squadre classificate al terzo posto competono per il ventinovesimo posto finale, le squadre classificate al quarto posto competono per il trentunesimo posto finale.

## Impianti
Il torneo è stato disputato in sei impianti in sei differenti città. Ciascuna nazione ospitante han messo a disposizione due impianti a testa.
| Jyske Bank Boxen Capacità: 15 000  | Arena Nord Capacità: 2 800                                     |                                                                |                                                                |                                                                |                                                                |                                                                |                                                                |                                                                |
|                                    |                                                                |                                                                |                                                                |                                                                |                                                                |                                                                |                                                                |                                                                |
| Stavanger                          | Frederikshavn Herning Stavanger Göteborg Trondheim Helsingborg | Frederikshavn Herning Stavanger Göteborg Trondheim Helsingborg | Frederikshavn Herning Stavanger Göteborg Trondheim Helsingborg | Frederikshavn Herning Stavanger Göteborg Trondheim Helsingborg | Frederikshavn Herning Stavanger Göteborg Trondheim Helsingborg | Frederikshavn Herning Stavanger Göteborg Trondheim Helsingborg | Frederikshavn Herning Stavanger Göteborg Trondheim Helsingborg | Frederikshavn Herning Stavanger Göteborg Trondheim Helsingborg |
| DNB Arena Capacità: 5 000          | Frederikshavn Herning Stavanger Göteborg Trondheim Helsingborg | Frederikshavn Herning Stavanger Göteborg Trondheim Helsingborg | Frederikshavn Herning Stavanger Göteborg Trondheim Helsingborg | Frederikshavn Herning Stavanger Göteborg Trondheim Helsingborg | Frederikshavn Herning Stavanger Göteborg Trondheim Helsingborg | Frederikshavn Herning Stavanger Göteborg Trondheim Helsingborg | Frederikshavn Herning Stavanger Göteborg Trondheim Helsingborg | Frederikshavn Herning Stavanger Göteborg Trondheim Helsingborg |
|                                    | Frederikshavn Herning Stavanger Göteborg Trondheim Helsingborg | Frederikshavn Herning Stavanger Göteborg Trondheim Helsingborg | Frederikshavn Herning Stavanger Göteborg Trondheim Helsingborg | Frederikshavn Herning Stavanger Göteborg Trondheim Helsingborg | Frederikshavn Herning Stavanger Göteborg Trondheim Helsingborg | Frederikshavn Herning Stavanger Göteborg Trondheim Helsingborg | Frederikshavn Herning Stavanger Göteborg Trondheim Helsingborg | Frederikshavn Herning Stavanger Göteborg Trondheim Helsingborg |
| Trondheim                          | Frederikshavn Herning Stavanger Göteborg Trondheim Helsingborg | Frederikshavn Herning Stavanger Göteborg Trondheim Helsingborg | Frederikshavn Herning Stavanger Göteborg Trondheim Helsingborg | Frederikshavn Herning Stavanger Göteborg Trondheim Helsingborg | Frederikshavn Herning Stavanger Göteborg Trondheim Helsingborg | Frederikshavn Herning Stavanger Göteborg Trondheim Helsingborg | Frederikshavn Herning Stavanger Göteborg Trondheim Helsingborg | Frederikshavn Herning Stavanger Göteborg Trondheim Helsingborg |
| Trondheim Spektrum Capacità: 8 800 | Frederikshavn Herning Stavanger Göteborg Trondheim Helsingborg | Frederikshavn Herning Stavanger Göteborg Trondheim Helsingborg | Frederikshavn Herning Stavanger Göteborg Trondheim Helsingborg | Frederikshavn Herning Stavanger Göteborg Trondheim Helsingborg | Frederikshavn Herning Stavanger Göteborg Trondheim Helsingborg | Frederikshavn Herning Stavanger Göteborg Trondheim Helsingborg | Frederikshavn Herning Stavanger Göteborg Trondheim Helsingborg | Frederikshavn Herning Stavanger Göteborg Trondheim Helsingborg |
|                                    | Frederikshavn Herning Stavanger Göteborg Trondheim Helsingborg | Frederikshavn Herning Stavanger Göteborg Trondheim Helsingborg | Frederikshavn Herning Stavanger Göteborg Trondheim Helsingborg | Frederikshavn Herning Stavanger Göteborg Trondheim Helsingborg | Frederikshavn Herning Stavanger Göteborg Trondheim Helsingborg | Frederikshavn Herning Stavanger Göteborg Trondheim Helsingborg | Frederikshavn Herning Stavanger Göteborg Trondheim Helsingborg | Frederikshavn Herning Stavanger Göteborg Trondheim Helsingborg |
| Helsingborg                        | Göteborg                                                       |                                                                |                                                                |                                                                |                                                                |                                                                |                                                                |                                                                |
| Helsingborg Arena Capacità: 5 500  | Scandinavium Capacità: 12 000                                  |                                                                |                                                                |                                                                |                                                                |                                                                |                                                                |                                                                |
|                                    |                                                                |                                                                |                                                                |                                                                |                                                                |                                                                |                                                                |                                                                |

## Nazionali partecipanti
Analogamente all'edizione precedente, poiché nessuna nazionale oceaniana si è qualificata tramite il campionato asiatico, la IHF ha aumentato a due le wild card, assegnandole alle federazioni di Austria e Islanda.
| Competizione                          | Data                             | Posti | Qualificate                                                                        |
| ------------------------------------- | -------------------------------- | ----- | ---------------------------------------------------------------------------------- |
| Nazionali dei Paesi ospitanti         | 28 gennaio 2017                  | 3     | Danimarca Norvegia Svezia                                                          |
| Campionato europeo 2022               | 4-20 novembre 2022               | 3     | Francia Montenegro Paesi Bassi                                                     |
| Qualificazioni europee                | 2 novembre 2022 - 12 aprile 2023 | 10    | Croazia Germania Polonia Rep. Ceca Romania Serbia Slovenia Spagna Ucraina Ungheria |
| Campionato africano 2022              | 9-19 novembre 2022               | 4     | Angola Camerun Rep. del Congo Senegal                                              |
| Campionato Nor.Ca. 2023               | 5-11 giugno 2023                 | 1     | Groenlandia                                                                        |
| Campionato asiatico 2022              | 24 novembre - 4 dicembre 2022    | 5     | Corea del Sud Cina Giappone Kazakistan Iran                                        |
| Campionato sud e centroamericano 2022 | 15-19 novembre 2022              | 2     | Argentina Brasile                                                                  |
| Campionato centroamericano 2023       | 28 febbraio - 4 marzo 2023       | 2     | Cile Paraguay                                                                      |
| Oceania                               | -                                | 0     | -                                                                                  |
| Wild card                             | 3 luglio 2023                    | 2     | Austria Islanda                                                                    |

## Sorteggio
Il sorteggio si è tenuto a Göteborg il 6 luglio 2023. Le fasce del sorteggio sono state rese note il 3 luglio 2023.
| Prima fascia                                                              | Seconda fascia                                                           | Terza fascia                                                      | Quarta fascia                                                      |
| ------------------------------------------------------------------------- | ------------------------------------------------------------------------ | ----------------------------------------------------------------- | ------------------------------------------------------------------ |
| Norvegia Danimarca Montenegro Francia Svezia Paesi Bassi Brasile Germania | Slovenia Spagna Croazia Corea del Sud Ungheria Romania Polonia Rep. Ceca | Serbia Giappone Ucraina Groenlandia Argentina Angola Cina Camerun | RD del Congo Senegal Paraguay Iran Kazakistan Cile Austria Islanda |

## Turno preliminare
Si qualificano al turno principale le prime tre classificate di ciascuno degli otto gironi, mentre la quarta accede alla Coppa del Presidente.
In caso di parità di punti tra due o più squadre di uno stesso gruppo, le posizioni in classifica verranno determinate prendendo in considerazione, nell'ordine, i seguenti criteri:
1. maggiore numero di punti negli scontri diretti tra le squadre interessate (classifica avulsa);
2. migliore differenza reti negli scontri diretti tra le squadre interessate (classifica avulsa);
3. maggiore numero di reti segnate negli scontri diretti tra le squadre interessate (classifica avulsa);
4. migliore differenza reti;
5. maggiore numero di reti segnate;
6. sorteggio.

L'orario di riferimento è quello locale UTC+1.

### Girone A

#### Classifica
| Pos. | Squadra | Pt | G | V | N | P | GF | GS | DR  |
| ---- | ------- | -- | - | - | - | - | -- | -- | --- |
| 1.   | Svezia  | 6  | 3 | 3 | 0 | 0 | 84 | 59 | +25 |
| 2.   | Croazia | 3  | 3 | 1 | 1 | 1 | 78 | 57 | +21 |
| 3.   | Senegal | 3  | 3 | 1 | 1 | 1 | 62 | 63 | -1  |
| 4.   | Cina    | 0  | 3 | 0 | 0 | 3 | 52 | 97 | -45 |

#### Risultati
| Arbitro: | Hansen, Madsen |

|           |           |              |
| Barišić 8 | Marcatori | D. Camara 10 |

| Arbitro: | Budzák, Záhradník |

|           |           |          |
| Koppang 6 | Marcatori | Liu Y. 6 |

| Arbitro: | B. Correa, R. Correa |

|                |           |      |
| 5 giocatrici 5 | Marcatori | Li 4 |

| Arbitro: | Lovin, Stancu |

|         |           |           |
| Sagna 8 | Marcatori | Roberts 6 |

| Arbitro: | Doychinov, Goretsov |

|       |           |         |
| Jin 4 | Marcatori | Sagna 8 |

| Arbitro: | Kuttler, Merz |

|           |           |          |
| Carlson 6 | Marcatori | Šimara 5 |

### Girone B

#### Classifica
| Pos. | Squadra    | Pt | G | V | N | P | GF | GS  | DR  |
| ---- | ---------- | -- | - | - | - | - | -- | --- | --- |
| 1.   | Montenegro | 6  | 3 | 3 | 0 | 0 | 90 | 55  | +35 |
| 2.   | Ungheria   | 4  | 3 | 2 | 0 | 1 | 92 | 56  | +36 |
| 3.   | Camerun    | 2  | 3 | 1 | 0 | 2 | 57 | 87  | -30 |
| 4.   | Paraguay   | 0  | 3 | 0 | 0 | 3 | 61 | 102 | -41 |

#### Risultati
| Arbitro: | Merz, Kuttler |

|             |           |         |
| Pavićević 5 | Marcatori | Ateba 5 |

| Arbitro: | B. Correa, R. Correa |

|                    |           |                   |
| Klujber, Schatzl 5 | Marcatori | Acuña, Portillo 4 |

| Arbitro: | Doychinov, Goretsov |

|         |           |             |
| Acuña 5 | Marcatori | Pavićević 9 |

| Arbitro: | Budzák, Záhradník |

|           |           |         |
| Klujber 7 | Marcatori | Nnomo 6 |

| Arbitro: | Lovin, Stancu |

|                 |           |           |
| Ebanga Baboga 9 | Marcatori | Insfrán 7 |

| Arbitro: | Hansen, Madsen |

|          |           |                |
| Mugoša 8 | Marcatori | 3 giocatrici 3 |

### Girone C

#### Classifica
| Pos. | Squadra       | Pt | G | V | N | P | GF  | GS  | DR  |
| ---- | ------------- | -- | - | - | - | - | --- | --- | --- |
| 1.   | Norvegia      | 6  | 3 | 3 | 0 | 0 | 121 | 62  | +59 |
| 2.   | Austria       | 4  | 3 | 2 | 0 | 1 | 101 | 97  | +4  |
| 3.   | Corea del Sud | 2  | 3 | 1 | 0 | 2 | 79  | 79  | 0   |
| 4.   | Groenlandia   | 0  | 3 | 0 | 0 | 3 | 50  | 113 | -63 |

#### Risultati
| Arbitro: | Jovandić, Sekulić |

|        |           |             |
| Woo 11 | Marcatori | K. Pandza 8 |

| Arbitro: | García, Paolantoni |

|          |           |          |
| Herrem 7 | Marcatori | Bjerge 4 |

| Arbitro: | H. El-Saied, Y. El-Saied |

|            |           |            |
| Gim, Woo 4 | Marcatori | Rothberg 4 |

| Arbitro: | Álvarez, Bustamante |

|              |           |            |
| I. Ivančok 6 | Marcatori | Reistad 10 |

| Arbitro: | A. Konjičanin, D. Konjičanin |

|                  |           |             |
| Bjerge, Hansen 5 | Marcatori | K. Pandza 8 |

| Arbitro: | Lemes, Sosa |

|          |           |        |
| Herrem 7 | Marcatori | Shin 6 |

### Girone D

#### Classifica
| Pos. | Squadra  | Pt | G | V | N | P | GF | GS | DR  |
| ---- | -------- | -- | - | - | - | - | -- | -- | --- |
| 1.   | Francia  | 6  | 3 | 3 | 0 | 0 | 92 | 78 | +14 |
| 2.   | Slovenia | 4  | 3 | 1 | 1 | 1 | 87 | 79 | +8  |
| 3.   | Angola   | 1  | 3 | 0 | 1 | 2 | 79 | 86 | -7  |
| 4.   | Islanda  | 1  | 3 | 0 | 1 | 2 | 72 | 87 | -15 |

#### Risultati
| Arbitro: | Lemes, Sosa |

|           |           |                |
| Ljepoja 8 | Marcatori | 3 giocatrici 5 |

| Arbitro: | A. Konjičanin, D. Konjičanin |

|                       |           |          |
| Toublanc, Valentini 6 | Marcatori | Guialo 6 |

| Arbitro: | García, Paolantoni |

|           |           |          |
| Varagić 5 | Marcatori | Guialo 6 |

| Arbitro: | Jovandić, Sekulić |

|                 |           |                  |
| Erlingsdóttir 7 | Marcatori | Bouktit, Kanor 5 |

| Arbitro: | H. El-Saied, Y. El-Saied |

|           |           |                 |
| Gabriel 6 | Marcatori | Erlingsdóttir 6 |

| Arbitro: | Álvarez, Bustamante |

|             |           |          |
| Grandveau 6 | Marcatori | Stanko 7 |

### Girone E

#### Classifica
| Pos. | Squadra   | Pt | G | V | N | P | GF  | GS  | DR  |
| ---- | --------- | -- | - | - | - | - | --- | --- | --- |
| 1.   | Danimarca | 6  | 3 | 3 | 0 | 0 | 110 | 55  | +55 |
| 2.   | Romania   | 4  | 3 | 2 | 0 | 1 | 104 | 86  | +18 |
| 3.   | Serbia    | 2  | 3 | 1 | 0 | 2 | 79  | 78  | +1  |
| 4.   | Cile      | 0  | 3 | 0 | 0 | 3 | 46  | 120 | -74 |

#### Risultati
| Arbitro: | Cheng, Zhou |

|            |           |               |
| Buceschi 6 | Marcatori | Parra, Paul 4 |

| Arbitro: | A. Covalciuc, I. Covalciuc |

|                    |           |                |
| Friis, Jørgensen 5 | Marcatori | 3 giocatrici 5 |

| Arbitro: | Koo, Lee |

|            |           |                       |
| Buceschi 8 | Marcatori | Jovović, Laništanin 5 |

| Arbitro: | Kažanegra, Vujačić |

|                |           |             |
| Lovera, Paul 3 | Marcatori | Scaglione 7 |

| Arbitro: | Al-Enezi, Al-Naseem |

|            |           |           |
| Stamenić 7 | Marcatori | Álvarez 4 |

| Arbitro: | Lah, Sok |

|              |           |              |
| Jørgensen 10 | Marcatori | Lixăndroiu 5 |

### Girone F

#### Classifica
| Pos. | Squadra  | Pt | G | V | N | P | GF  | GS  | DR  |
| ---- | -------- | -- | - | - | - | - | --- | --- | --- |
| 1.   | Germania | 6  | 3 | 3 | 0 | 0 | 109 | 69  | +40 |
| 2.   | Polonia  | 4  | 3 | 2 | 0 | 1 | 84  | 78  | +6  |
| 3.   | Giappone | 2  | 3 | 1 | 0 | 2 | 102 | 73  | +29 |
| 4.   | Iran     | 0  | 3 | 0 | 0 | 3 | 47  | 122 | -75 |

#### Risultati
| Arbitro: | Carmaux, Mursch |

|             |           |           |
| Grijseels 7 | Marcatori | Aizawa 10 |

| Arbitro: | Altmár, Horváth |

|                 |           |          |
| Balsam, Nocuń 6 | Marcatori | Merikh 6 |

| Arbitro: | Mitrović, Vešović |

|          |           |                 |
| Merikh 8 | Marcatori | Stockschläder 8 |

| Arbitro: | Lah, Sok |

|               |           |          |
| Kobylińska 11 | Marcatori | Sasaki 6 |

| Arbitro: | Bolic, Hurich |

|                |           |                    |
| 3 giocatrici 5 | Marcatori | Koudzarifarahani 3 |

| Arbitro: | A. Covalciuc, I. Covalciuc |

|             |           |              |
| Grijseels 7 | Marcatori | Kobylińska 3 |

### Girone G

#### Classifica
| Pos. | Squadra    | Pt | G | V | N | P | GF  | GS  | DR  |
| ---- | ---------- | -- | - | - | - | - | --- | --- | --- |
| 1.   | Spagna     | 6  | 3 | 3 | 0 | 0 | 93  | 62  | +31 |
| 2.   | Brasile    | 4  | 3 | 2 | 0 | 1 | 106 | 62  | +44 |
| 3.   | Ucraina    | 2  | 3 | 1 | 0 | 2 | 77  | 91  | -14 |
| 4.   | Kazakistan | 0  | 3 | 0 | 0 | 3 | 56  | 117 | -61 |

#### Risultati
| Arbitro: | Lee, Koo |

|                   |           |                    |
| Costa, de Paula 7 | Marcatori | Poliak, Smbatian 4 |

| Arbitro: | Al-Enezi, Al-Naseem |

|                |           |            |
| 3 giocatrici 5 | Marcatori | Radayeva 5 |

| Arbitro: | Bolic, Hurich |

|            |           |                     |
| Radayeva 4 | Marcatori | Cardoso de Castro 8 |

| Arbitro: | Belkhiri, Hamidi |

|            |           |            |
| González 6 | Marcatori | Smbatian 7 |

| Arbitro: | Cheng, Zhou |

|                      |           |            |
| Andriychuk, Shukal 8 | Marcatori | Khardina 6 |

| Arbitro: | Carmaux, Mursch |

|        |           |         |
| Belo 8 | Marcatori | Arcos 5 |

### Girone H

#### Classifica
| Pos. | Squadra        | Pt | G | V | N | P | GF  | GS  | DR  |
| ---- | -------------- | -- | - | - | - | - | --- | --- | --- |
| 1.   | Paesi Bassi    | 6  | 3 | 3 | 0 | 0 | 114 | 66  | +48 |
| 2.   | Rep. Ceca      | 4  | 3 | 2 | 0 | 1 | 83  | 77  | +6  |
| 3.   | Argentina      | 2  | 3 | 1 | 0 | 2 | 79  | 98  | -19 |
| 4.   | Rep. del Congo | 0  | 3 | 0 | 0 | 3 | 68  | 103 | -35 |

#### Risultati
| Arbitro: | Kažanegra, Vujačić |

|          |           |         |
| Polman 7 | Marcatori | Pizzo 5 |

| Arbitro: | Bolic, Hurich |

|              |           |            |
| Cholevová 11 | Marcatori | Ngombele 9 |

| Arbitro: | Altmár, Horváth |

|        |           |                  |
| Malá 8 | Marcatori | Gavilan, Pizzo 5 |

| Arbitro: | Al-Enezi, Al-Naseem |

|              |           |                |
| Diagouraga 7 | Marcatori | van Wetering 8 |

| Arbitro: | Mitrović, Vešović |

|            |           |              |
| Casasola 7 | Marcatori | Diagouraga 8 |

| Arbitro: | Belkhiri, Hamidi |

|                |           |             |
| van Wetering 7 | Marcatori | Cholevová 6 |

## Coppa del Presidente

### Girone I

#### Classifica
| Pos. | Squadra     | Pt | G | V | N | P | GF | GS | DR  |
| ---- | ----------- | -- | - | - | - | - | -- | -- | --- |
| 1.   | Islanda     | 6  | 3 | 3 | 0 | 0 | 92 | 56 | +36 |
| 2.   | Cina        | 4  | 3 | 2 | 0 | 1 | 78 | 74 | +4  |
| 3.   | Paraguay    | 2  | 3 | 1 | 0 | 2 | 60 | 67 | -7  |
| 4.   | Groenlandia | 0  | 3 | 0 | 0 | 3 | 57 | 90 | -33 |

#### Risultati
| Arbitro: | Altmár, Horváth |

|       |           |                      |
| Jin 6 | Marcatori | Fernández, Insfrán 6 |

| Arbitro: | Doychinov, Goretsov |

|        |           |                  |
| Holm 4 | Marcatori | Ásgeirsdóttir 10 |

| Arbitro: | Stancu, Lovin |

|           |           |                 |
| Insfrán 7 | Marcatori | Albertsdóttir 7 |

| Arbitro: | H. El-Saied, Y. El-Saied |

|          |           |                  |
| Liu C. 7 | Marcatori | Holm, Petersen 4 |

| Arbitro: | Budzák, Záhradník |

|                               |           |       |
| Erlingsdóttir, Magnúsdóttir 6 | Marcatori | Jin 7 |

| Arbitro: | Al-Enezi, Al-Naseem |

|           |           |          |
| Mendoza 6 | Marcatori | Bjerge 4 |

### Girone II

#### Classifica
| Pos. | Squadra        | Pt | G | V | N | P | GF | GS | DR  |
| ---- | -------------- | -- | - | - | - | - | -- | -- | --- |
| 1.   | Rep. del Congo | 6  | 3 | 3 | 0 | 0 | 93 | 77 | +16 |
| 2.   | Cile           | 4  | 3 | 2 | 0 | 1 | 78 | 67 | +11 |
| 3.   | Kazakistan     | 2  | 3 | 1 | 0 | 2 | 92 | 93 | -1  |
| 4.   | Iran           | 0  | 3 | 0 | 0 | 3 | 69 | 95 | -26 |

#### Risultati
| Arbitro: | Cheng, Zhou |

|                        |           |              |
| Radayeva, Rejemetova 9 | Marcatori | Diagouraga 8 |

| Arbitro: | Cheng, Zhou |

|          |           |          |
| Lovera 6 | Marcatori | Merikh 8 |

| Arbitro: | Kažanegra, Vujačić |

|          |           |              |
| Lovera 9 | Marcatori | Rejemetova 5 |

| Arbitro: | Altmár, Horváth |

|         |           |            |
| Badvi 6 | Marcatori | Domingos 6 |

| Arbitro: | Bolic, Hurich |

|              |           |          |
| Diagouraga 5 | Marcatori | Lovera 8 |

| Arbitro: | Doychinov, Goretsov |

|           |           |            |
| Merikh 11 | Marcatori | Khardina 7 |

### Finale 31º posto
| Arbitro: | Altmár, Horváth |

|          |           |          |
| Bjerge 8 | Marcatori | Merikh 6 |

### Finale 29º posto
| Arbitro: | Al-Enezi, Al-Naseem |

|            |           |            |
| Portillo 9 | Marcatori | Khardina 9 |

### Finale 27º posto
| Arbitro: | H. El-Saied, Y. El-Saied |

|      |           |          |
| Li 8 | Marcatori | Lovera 5 |

### Finale 25º posto
| Arbitro: | Kažanegra, Vujačić |

|                |           |             |
| Sturludóttir 6 | Marcatori | Ngombele 10 |

## Turno principale

### Gruppo I

#### Classifica
| Pos. | Squadra    | Pt | G | V | N | P | GF  | GS  | DR  |
| ---- | ---------- | -- | - | - | - | - | --- | --- | --- |
| 1.   | Svezia     | 10 | 5 | 5 | 0 | 0 | 143 | 95  | +48 |
| 2.   | Montenegro | 6  | 5 | 3 | 0 | 2 | 128 | 108 | +20 |
| 3.   | Ungheria   | 6  | 5 | 3 | 0 | 2 | 132 | 112 | +20 |
| 4.   | Croazia    | 5  | 5 | 2 | 1 | 2 | 111 | 107 | +4  |
| 5.   | Senegal    | 3  | 5 | 1 | 1 | 3 | 103 | 127 | -24 |
| 6.   | Camerun    | 0  | 5 | 0 | 0 | 5 | 79  | 147 | -68 |

#### Risultati
| Arbitro: | Álvarez, Bustamante |

|         |           |            |
| Grbić 5 | Marcatori | Blažević 6 |

| Arbitro: | Koo, Lee |

|         |           |           |
| Sagna 8 | Marcatori | Klujber 9 |

| Arbitro: | B. Correa, R. Correa |

|          |           |         |
| Hagman 8 | Marcatori | Ateba 5 |

| Arbitro: | Budzák, Záhradník |

|         |           |                |
| Sagna 4 | Marcatori | 4 giocatrici 4 |

| Arbitro: | Koo, Lee |

|                |           |         |
| 3 giocatrici 3 | Marcatori | Ateba 7 |

| Arbitro: | A. Covalciuc, I. Covalciuc |

|         |           |                      |
| Vámos 6 | Marcatori | Lindqvist, Roberts 7 |

| Arbitro: | B. Correa, R. Correa |

|                        |           |         |
| Ateba, Ebanga Baboga 5 | Marcatori | Sagna 6 |

| Arbitro: | García, Paolantoni |

|           |           |                 |
| Klujber 9 | Marcatori | Milosavljević 8 |

| Arbitro: | Carmaux, Mursch |

|              |           |                   |
| Despotović 6 | Marcatori | Hagman, Roberts 6 |

### Gruppo II

#### Classifica
| Pos. | Squadra       | Pt | G | V | N | P | GF  | GS  | DR  |
| ---- | ------------- | -- | - | - | - | - | --- | --- | --- |
| 1.   | Francia       | 10 | 5 | 5 | 0 | 0 | 158 | 128 | +30 |
| 2.   | Norvegia      | 8  | 5 | 4 | 0 | 1 | 172 | 115 | +57 |
| 3.   | Slovenia      | 6  | 5 | 3 | 0 | 2 | 141 | 143 | -2  |
| 4.   | Angola        | 4  | 5 | 2 | 0 | 3 | 135 | 153 | -18 |
| 5.   | Austria       | 2  | 5 | 1 | 0 | 4 | 137 | 177 | -40 |
| 6.   | Corea del Sud | 0  | 5 | 0 | 0 | 5 | 132 | 159 | -27 |

#### Risultati
| Arbitro: | Lemes, Sosa |

|        |           |          |
| Ryu 12 | Marcatori | Mavsar 9 |

| Arbitro: | H. El-Saied, Y. El-Saied |

|           |           |              |
| Bouktit 7 | Marcatori | I. Ivančok 8 |

| Arbitro: | Jovandić, Sekulić |

|          |           |                |
| Herrem 7 | Marcatori | 4 giocatrici 3 |

| Arbitro: | A. Konjičanin, D. Konjičanin |

|             |           |          |
| K. Pandza 8 | Marcatori | Carlos 9 |

| Arbitro: | Mitrović, Vešović |

|       |           |         |
| Gim 5 | Marcatori | Kanor 7 |

| Arbitro: | Kuttler, Merz |

|           |           |          |
| Varagić 5 | Marcatori | Herrem 6 |

| Arbitro: | Jovandić, Sekulić |

|            |           |       |
| Kassoma 11 | Marcatori | Woo 9 |

| Arbitro: | Lemes, Sosa |

|           |           |             |
| Mavsar 11 | Marcatori | K. Pandza 7 |

| Arbitro: | A. Konjičanin, D. Konjičanin |

|             |           |                 |
| Nze Minko 6 | Marcatori | Ingstad, Mørk 4 |

### Gruppo III

#### Classifica
| Pos. | Squadra   | Pt | G | V | N | P | GF  | GS  | DR  |
| ---- | --------- | -- | - | - | - | - | --- | --- | --- |
| 1.   | Danimarca | 8  | 5 | 4 | 0 | 1 | 152 | 121 | +31 |
| 2.   | Germania  | 8  | 5 | 4 | 0 | 1 | 147 | 120 | +27 |
| 3.   | Romania   | 6  | 5 | 3 | 0 | 2 | 141 | 145 | -4  |
| 4.   | Polonia   | 4  | 5 | 2 | 0 | 3 | 119 | 143 | -24 |
| 5.   | Giappone  | 4  | 5 | 2 | 0 | 3 | 137 | 141 | -4  |
| 6.   | Serbia    | 0  | 5 | 0 | 0 | 5 | 111 | 137 | -26 |

#### Risultati
| Arbitro: | Belkhiri, Hamidi |

|                 |           |             |
| Radosavljević 6 | Marcatori | Kochaniak 6 |

| Arbitro: | Lah, Sok |

|              |           |            |
| Döll, Lott 4 | Marcatori | Buceschi 8 |

| Arbitro: | Carmaux, Mursch |

|           |           |           |
| Højlund 5 | Marcatori | Hattori 7 |

| Arbitro: | García, Paolantoni |

|             |           |                   |
| Buceschi 12 | Marcatori | Aizawa, Hattori 5 |

| Arbitro: | Álvarez, Bustamante |

|           |           |        |
| Jovović 6 | Marcatori | Döll 5 |

| Arbitro: | Bolic, Hurich |

|          |           |                         |
| Rosiak 6 | Marcatori | Jørgensen, Østergaard 5 |

| Arbitro: | A. Covalciuc, I. Covalciuc |

|            |           |              |
| Nakayama 6 | Marcatori | Vukajlović 6 |

| Arbitro: | Belkhiri, Hamidi |

|          |           |             |
| Balsam 8 | Marcatori | Buceschi 11 |

| Arbitro: | Lah, Sok |

|        |           |         |
| Bölk 5 | Marcatori | Friis 7 |

### Gruppo IV

#### Classifica
| Pos. | Squadra     | Pt | G | V | N | P | GF  | GS  | DR  |
| ---- | ----------- | -- | - | - | - | - | --- | --- | --- |
| 1.   | Paesi Bassi | 10 | 5 | 5 | 0 | 0 | 178 | 115 | +63 |
| 2.   | Rep. Ceca   | 6  | 5 | 3 | 0 | 2 | 138 | 130 | +8  |
| 3.   | Brasile     | 6  | 5 | 3 | 0 | 2 | 150 | 128 | +22 |
| 4.   | Spagna      | 6  | 5 | 3 | 0 | 2 | 132 | 127 | +5  |
| 5.   | Argentina   | 2  | 5 | 1 | 0 | 4 | 115 | 155 | -40 |
| 6.   | Ucraina     | 0  | 5 | 0 | 0 | 5 | 104 | 162 | -58 |

#### Risultati
| Arbitro: | Altmár, Horváth |

|            |           |             |
| Smbatian 5 | Marcatori | Jeřábková 9 |

| Arbitro: | Kažanegra, Vujačić |

|              |           |           |
| Etxeberria 7 | Marcatori | Gavilan 8 |

| Arbitro: | Lovin, Stancu |

|            |           |                 |
| Housheer 6 | Marcatori | De Abreu Rosa 7 |

| Arbitro: | Doychinov, Goretsov |

|                               |           |         |
| Cardoso de Castro, De Paula 5 | Marcatori | Pizzo 5 |

| Arbitro: | Hansen, Madsen |

|             |           |         |
| Jeřábková 9 | Marcatori | Pérez 6 |

| Arbitro: | Al-Enezi, Al-Naseem |

|          |           |           |
| Shukal 5 | Marcatori | Abbingh 8 |

| Arbitro: | Kažanegra, Vujačić |

|        |           |              |
| Cavo 6 | Marcatori | Konovalova 6 |

| Arbitro: | Lovin, Stancu |

|              |           |                     |
| Jeřábková 11 | Marcatori | Cardoso de Castro 9 |

| Arbitro: | Hansen, Madsen |

|             |           |                        |
| Sprengers 6 | Marcatori | González, So Delgado 5 |

## Fase finale

### Tabellone
|  | Quarti di finale | Quarti di finale | Quarti di finale |                |           | Semifinali | Semifinali | Semifinali |        |                 | Finale          | Finale          | Finale |  |
|  |                  |                  |                  |                |           |            |            |            |        |                 |                 |                 |        |  |
|  | Svezia           | Svezia           | 27               |                |           |            |            |            |        |                 |                 |                 |        |  |
|  | Svezia           | Svezia           | 27               |                |           |            |            |            |        |                 |                 |                 |        |  |
|  | Germania         | Germania         | 20               |                |           |            |            |            |        |                 |                 |                 |        |  |
|  | Germania         | Germania         | 20               |                | Svezia    | Svezia     | 28         |            |        |                 |                 |                 |        |  |
|  |                  |                  |                  |                | Svezia    | Svezia     | 28         |            |        |                 |                 |                 |        |  |
|  |                  |                  | Francia          | Francia        | 37        |            |            |            |        |                 |                 |                 |        |  |
|  | Francia          | Francia          | Francia          | Francia        | 37        | 33         |            |            |        |                 |                 |                 |        |  |
|  | Francia          | Francia          |                  |                |           |            |            |            |        |                 |                 |                 |        |  |
|  | Rep. Ceca        | Rep. Ceca        | 22               |                |           |            |            |            |        |                 |                 |                 |        |  |
|  | Rep. Ceca        | Rep. Ceca        | 22               |                | Francia   | Francia    | 31         |            |        |                 |                 |                 |        |  |
|  |                  |                  |                  |                |           |            |            |            |        |                 |                 |                 |        |  |
|  |                  |                  | Norvegia         | Norvegia       | 28        |            |            |            |        |                 |                 |                 |        |  |
|  | Danimarca        | Danimarca        | Norvegia         | Norvegia       | 28        | 26         |            |            |        |                 |                 |                 |        |  |
|  | Danimarca        | Danimarca        |                  |                |           | 26         |            |            |        |                 |                 |                 |        |  |
|  | Montenegro       | Montenegro       | 24               |                |           |            |            |            |        |                 |                 |                 |        |  |
|  | Montenegro       | Montenegro       | 24               |                | Danimarca | Danimarca  | 28         |            |        | Finale 3º posto | Finale 3º posto | Finale 3º posto |        |  |
|  |                  |                  |                  |                | Danimarca | Danimarca  | 28         |            |        |                 |                 |                 |        |  |
|  |                  |                  | Norvegia (dts)   | Norvegia (dts) | 29        |            |            |            |        |                 |                 |                 |        |  |
|  | Paesi Bassi      | Paesi Bassi      | Norvegia (dts)   | Norvegia (dts) | 29        | 23         |            |            | Svezia | Svezia          | 27              |                 |        |  |
|  | Paesi Bassi      | Paesi Bassi      |                  |                |           |            |            |            | Svezia | Svezia          | 27              |                 |        |  |
|  | Norvegia         | Norvegia         | 30               |                |           | Danimarca  | Danimarca  | 28         |        |                 |                 |                 |        |  |

### Quarti di finale
| Arbitro: | Álvarez, Bustamante |

|             |           |             |
| Nze Minko 5 | Marcatori | Jeřábková 6 |

| Arbitro: | Merz, Kuttler |

|                       |           |            |
| Housheer, Malestein 4 | Marcatori | Skogrand 9 |

| Arbitro: | Hansen, Madsen |

|                |           |                |
| 4 giocatrici 3 | Marcatori | 5 giocatrici 4 |

| Arbitro: | Belkhiri, Hamidi |

|                      |           |          |
| Friis, A.M. Hansen 5 | Marcatori | Mugoša 6 |

### Semifinali 5º-8º posto
| Arbitro: | García, Paolantoni |

|            |           |             |
| Leuchter 6 | Marcatori | Jeřábková 6 |

| Arbitro: | Hansen, Madsen |

|          |           |             |
| Mugoša 6 | Marcatori | Malestein 8 |

### Semifinali
| Arbitro: | A. Konjičanin, D. Konjičanin |

|             |           |            |
| Jørgensen 7 | Marcatori | Reistad 15 |

| Arbitro: | Merz, Kuttler |

|          |           |           |
| Hagman 5 | Marcatori | Horacek 9 |

### Finale 7º posto
| Arbitro: | Lovin, Stancu |

|                |           |         |
| 3 giocatrici 5 | Marcatori | Grbić 7 |

### Finale 5º posto
| Arbitro: | A. Covalciuc, I. Covalciuc |

|        |           |             |
| Döll 7 | Marcatori | Malestein 7 |

### Finale 3º posto
| Arbitro: | Álvarez, Bustamante |

|                    |           |                 |
| Blohm, Mellegård 7 | Marcatori | '3 giocatrici 5 |

### Finale
| Arbitro: | Lah, Sok |

|                      |           |        |
| Grandveau, Horacek 5 | Marcatori | Mørk 8 |

## Classifica finale
| Pos.    | Nazione        |
| ------- | -------------- |
| Oro     | Francia        |
| Argento | Norvegia       |
| Bronzo  | Danimarca      |
| 4       | Svezia         |
| 5       | Paesi Bassi    |
| 6       | Germania       |
| 7       | Montenegro     |
| 8       | Rep. Ceca      |
| 9       | Brasile        |
| 10      | Ungheria       |
| 11      | Slovenia       |
| 12      | Romania        |
| 13      | Spagna         |
| 14      | Croazia        |
| 15      | Angola         |
| 16      | Polonia        |
| 17      | Giappone       |
| 18      | Senegal        |
| 19      | Austria        |
| 20      | Argentina      |
| 21      | Serbia         |
| 22      | Corea del Sud  |
| 23      | Ucraina        |
| 24      | Camerun        |
| 25      | Islanda        |
| 26      | Rep. del Congo |
| 27      | Cile           |
| 28      | Cina           |
| 29      | Paraguay       |
| 30      | Kazakistan     |
| 31      | Iran           |
| 32      | Groenlandia    |

|  | Qualificata ai Giochi della XXXIII Olimpiade e al campionato mondiale 2025 |
|  | Qualificata ai Giochi della XXXIII Olimpiade                               |
|  | Qualificata al torneo preolimpico di qualificazione                        |

## Statistiche

### Classifica marcatrici
Fonte: sito ufficiale IHF.
| Pos. | Nome                | Nazionale   | Reti | Tiri | %   |
| ---- | ------------------- | ----------- | ---- | ---- | --- |
| 1    | Markéta Jeřábková   | Rep. Ceca   | 63   | 110  | 57% |
| 2    | Henny Reistad       | Norvegia    | 52   | 70   | 74% |
| 3    | Kristina Jørgensen  | Danimarca   | 47   | 74   | 64% |
| 3    | Angela Malestein    | Paesi Bassi | 47   | 66   | 71% |
| 3    | Eliza Buceschi      | Romania     | 47   | 63   | 75% |
| 6    | Veronika Malá       | Rep. Ceca   | 46   | 64   | 72% |
| 7    | Nathalie Hagman     | Svezia      | 43   | 57   | 75% |
| 7    | Dijana Mugoša       | Montenegro  | 43   | 62   | 69% |
| 9    | Camilla Herrem      | Norvegia    | 42   | 54   | 78% |
| 10   | Charlotte Cholevová | Rep. Ceca   | 41   | 70   | 59% |
| 10   | Fatemeh Merikh      | Iran        | 41   | 87   | 47% |

## Premi individuali
Migliori giocatrici del torneo.
| Ruolo                       | Giocatrice           |
| --------------------------- | -------------------- |
| Migliore giocatrice         | Henny Reistad        |
| Migliore giovane giocatrice | Viola Leuchter       |
| Portiere                    | Laura Glauser        |
| Ala sinistra                | Chloé Valentini      |
| Terzino sinistro            | Estelle Nze Minko    |
| Centrale                    | Stine Bredal Oftedal |
| Terzino destro              | Louise Burgaard      |
| Ala destra                  | Nathalie Hagman      |
| Pivot                       | Linn Blohm           |